# Богатиков, Сергей Николаевич
Сергей Николаевич Богатиков (1980—2006) — старший сержант ВС РФ, Герой Российской Федерации (1999).

## Биография
Сергей Богатиков родился 8 января 1980 года в Ельце. Окончил среднюю школу, учился в Елецком машиностроительном техникуме. В ноябре 1998 года Богатиков был призван на службу в Вооружённые Силы Российской Федерации. Окончил учебную воинскую часть в Наро-Фоминске, после чего служил заместителем командира взвода в 119-м гвардейском парашютно-десантном полку.
В 1999 году Богатиков в составе своего полка был отправлен на Северный Кавказ. Участвовал в боях второй чеченской войны. Когда из строя выбыл командир взвода, Богатиков взял командование на себя. Во время выполнения боевой задачи группа солдат полка в количестве 21 человека под командованием Богатикова попала в окружение сепаратистов. Богатиков успешно организовал круговую оборону, отбил чеченские атаки, а затем прорвал окружение и вывел группу к своим. В тех боях группа не потеряла ни одного человека.
Указом Президента Российской Федерации от 22 декабря 1999 года за «мужество и героизм, проявленные при выполнении воинского долга в Северо-Кавказском регионе» гвардии младший сержант Сергей Богатиков был удостоен высокого звания Героя Российской Федерации с вручением медали «Золотая Звезда».
В 2000 году Богатиков был демобилизован. Вернулся в Елец. Скоропостижно скончался после тяжёлой болезни 30 июля 2006 года, похоронен в Ельце.